# Imperi Maratha
L'Imperi Maratha (मराठा साम्राज्य Marāṭhā Sāmrājya; transliterat també com Mahratta) o la Confederació Maratha  va ser un estat hindú situat a l'actual Índia. Va existir entre 1674 i 1818 i en la seva màxima esplendor els territoris de l'imperi van cobrir gran part del sud d'Àsia. L'imperi va ser fundat i consolidat per Shivaji. Després de la mort de l'emperador mogol Aurangzeb es va estendre enormement sota el govern dels Peshwas. El 1761, l'exèrcit Maratha va perdre la Tercera batalla de Panipat, la qual va aturar l'expansió de l'imperi. Posteriorment, l'imperi va ser dividit en una confederació d'estats Maratha que amb el temps van ser perduts a mans del britànics en les Guerres Anglo-Maratha del 1818.
Una gran part de l'imperi era a la costa i estava assegurada per una armada poderosa comandada per Kanhoji Angre. Va tenir molt èxit en mantenir controlats els vaixells de guerra estrangers, particularment els portuguesos i els britànics. La construcció de fortificacions a la costa i a terra va tenir un paper important a la història militar de l'Imperi Maratha.

## Història
Després de tota una vida de lluites i de guerrilles amb l'Adilxah del Sultanat de Bijapur i l'Imperi Mogol d'Aurangzeb, Shivaji el Gran, va fundar l'any 1674 un regne Maratha independent amb capital a Raigad. Shivaji va morir l'any 1680, deixant un regne vast, però vulnerable. Els mogols el van envair, sent derrotats en la Guerra dels Vint-i-set anys del 1681 al 1707. Shahu, net de Shivaji, en va ser emperador fins al 1749. Durant el seu regnat, Shahu va nomenar un Peshwa (primer ministre) com a cap del govern amb determinades atribucions. Després de la mort de Shahu, els Peshwas va esdevenir els líders de facto de l'imperi entre 1749 i 1761, mentre que els successors van seguir sent governants nominals des de la seva capital a Satara. Cobrint una gran part subcontinent indi, l'Imperi Maratha va mantenir a ratlla l'Imperi Britànic durant el segle xviii, fins que les dissensions entre els Peshwas i els seus sardars van provocar un declivi gradual de l'imperi.
L'Imperi Maratha estava en el seu apogeu en el segle xviii sota Shahu i el Peshwa Baji Rao I. La derrota de la Tercera batalla de Panipat el 1761 va acabar amb l'expansió de l'imperi vers el nord-oest i va reduir el poder dels Peshwas. El 1761, després de la derrota, el Peshwas van perdre el control del regne. Molts caps militars de l'Imperi Maratha com els Scindia, Holkar, Gaikwar, Parshuram Pant Pratinidhi, Bhonsle de Nagpur, Pandit de Bhor, Patwardhan i Newalkar, va iniciar accions per assolir les seves ambicions d'esdevenir reis de les seves respectives regions. No obstant això, sota el govern de Madhavrao I, es va restaurar l'autoritat Maratha al nord de l'Índia, 10 anys després de la batalla de Panipat. A la mort de Madhavrao, l'imperi va donar lloc a una dèbil confederació, en la qual el poder polític residia en una 'pentarquia' de les cinc principals dinasties Maratha: els Peshwas de Poona, els Scindias (originalment "Shindes") de Malwa i Gwalior, els Holkars d'Indore, els Bhonsle de Nagpur i els Gaikwars de Baroda. La rivalitat entre els Scndhia i els Holkar va dominar els assumptes de la confederació durant els primers anys del segle xix, de la mateixa manera que els enfrontaments amb els britànica i la Companyia Britànica de les Índies Orientals durant les tres Guerres Anglo-Maratha. A la Tercera Guerra Anglo-Maratha, l'últim Peshwa, Baji Rao II, va ser derrotat pels britànics els 1818. Aquest fet, va suposar que la major part de l'Imperi Maratha fos absorbida per l'Índia Britànica, malgrat que alguns estats Maratha van persistir com a principats gairebé independents, fins que l'Índia va esdevenir independent el 1947. Els Marathas són coneguts per la destrucció de l'Imperi Mogol.

## Chatrapati Shivaji
Els Maratha hindús havien viscut a la regió de Desh al voltant de Poona durant molt de temps, a la part occidental de l'altiplà de Dècan, en els llindars de l'altiplà amb les vessants orientals dels Ghats Occidentals. Van resistir diverses incursions dels governants de l'Imperi Mogol del nord de l'Índia a la regió. Dirigits pel seu líder, Shivaji Maharaj, els Marathas es van alliberar del control dels sultans musulmans de Bijapur, al sud-est, i es van tornar més agressius, realitzant freqüents incursions en territori mogol i saquejant el port de Surat el 1664, i novament el 1670. El 1674, Shivaji es va proclamar rei amb el títol de Chhatrapati. A la mort del Maharaja Shivaji el 1680, els Marathas havien estès el seu territori conquerint alguns parts del centre de l'Índia, que posteriorment van perdre a mans del mogols i els britànics. Segons l'historiador Tryambak Shankar Shejwalkar, Shivaji es va inspirar en el gran Imperi Imperi Vijayanagar, un baluard contra la invasió musulmana al sud de l'Índia. Les victòries de l'aleshores rei de Mysore, Kanthirava Narasaraja Wodeyar, sobre el sultan de Bijapur també van inspirar Shivaji. Segons la llegenda, Shivaji va ser el primer rei de l'Índia que va ser vist com a dev (déu), desh (país) i dharma (religió). Va crear la primera marina moderna i, per això, és conegut com el pare de la Marina de l'Índia.

## Chatrapati Sambhaji
Chatrapati Shivaji va tenir dos fills: Sambhaji i Rajaram. Sambhaji, el fill gran, era molt popular entre els cortesans. Va ser un poeta, gran polític i gran guerrer. El 1681 Sambhaji es va coronar a si mateix i va reprendre la política expansionista del seu pare. Sambhaji havia derrotat prèviament als portuguesos i a Chikka Deva Raya de Mysore. Per anul·lar qualsevol aliança entre els Rajputs i els Marathas, així com de tots els Sultanats de Dècan, l'emperador mogol Aurangzeb es va dirigir cap al sud el 1682. Amb total la seva cort imperial, la seva administració, i un exèrcit format per uns 400.000 soldats, va procedir a conquerir els sultanats de Bijapur i Golconda. Durant les posteriors vuit anys, Sambhaji va conduir als Marathas contra Aurangzeb, sense perdre mai cap batalla ni fort. Aurangzeb estava gairebé derrotat, quan a principis de 1689, Sambhaji va fer cridar als seus comandants a Sangameshwar, per decidir conjuntament l'estratègia a seguir en l'atac final sobre les forces mogols. Aleshores, en una operació meticulosament planejada, Ganoji Shirke i Mukarrab Khan, comandant d'Aurangzeb, va atacar Sangameshwar quan Sambhaji estava acompanyat només per alguns dels seus homes i estava a punt de sortir de la ciutat. A continuació es va produir una petita emboscada i Sambhaji va ser capturat per les tropes mogols l'1 de febrer 1689. Ell i el seu conseller, Kavi Kalash, va ser conduïts a Bahadurgad. Sambhaji i Kavi Kalash van ser morts l'11 de març de 689.

## Rajaram i Tarabai
Rajaram, germà de Sambhaji, va assumir el tron. Els mogols van posar setge a Raigad. Rajaram va fugir, primer a Vishalgarh i després a Gingi buscant refugi. A partir d'aquest moment, els Marathas van atacar terrotori mogol i molts forts van ser capturats pels comandants Maratha Santaji Ghorpade i Dhanaji Jadhav. El 1697, Rajaram va oferir una treva, però aquesta va ser rebutjada per l'emperador mogol. Rajaram va morir el 1700 a Sinhagad. La seva vídua, Tarabai, en va assumir el control en nom del seu fill Ramaraja (Shivaji II). Aleshores Tarabai va conduir heroicament als Marathas contra els mogols. Vers el 1705, havien creuat el riu Narmada i havien entrat a Malwa, aleshores en possessió de l'Imperi Mogol. A Malwa s'hi va produir una batalla decisiva per l'Imperi Maratha. Els mogols va perdre per sempre la seva rellevància al subcontinent indi i els posteriors emperadors mogols en van esdevenir reis titulars. Els Marathas van sortir victoriosos després d'una llarga i ferotge batalla. Els soldats i comandants que van participar en aquesta guerra, van aconseguir l'autèntica expansió de l'Imperi Maratha. La victòria també va establir les bases per a les conquestes imperials posteriors, sota el govern dels Peshwas.

## Shahu
Després de la mort de l'emperador Aurangzeb el 1707, Shahuji, fill de Sambhaji (i net de Shivaji), va ser deixat en llibertat per Azam Shah, l'emperador que va succeir a Aurangzeb, amb la condició que fos vassall de l'emperador mogol. Malgrat això, la mare de Shahuji, va seguir captiva com a garantia del compliment de l'acord. Immediatament va reclamar el tron Maratha i va desafiar la seva tia Tarabai i al seu fill. Això va convertir ràpidament la guerra entre Mogols i Marathas en un assumpte a tres bandes. Els estats de Satara i Kolhapur van néixer el 1707, degut a la disputa per la successió del regne Maratha. Cap al 1710 la separació en dos principats ja era un fet, que finalment es va confirmar amb el Tractat de Warna del 1731.
El 1713 Farrukhsiyar es va coronar emperador Mogol. La seva lluita pel poder havia depès en gran manera de dos germans, coneguts com els Germands Sàyyid, un dels quals havia estat governador d'Allahabad i l'altre governador de Patna. No obstant això, els dos germans es van barallar amb l'emperador. Les negociacions entre els Germans Sayyid i el Peshwa Balaji Vishwanath, un representant civil de Shahu, van provocar la venjança dels Marathas contra l'emperador.
Un exèrcit de Marathas, comandat per Parsoji Bhosale, i Mogols, es va dirigir cap a Delhi sense oposició i va aconseguir deposar l'emperador. A canvi de la seva ajuda, Balaji Vishwanath va aconseguir negociar un tractat avantatjós. Shahuji hauria d'acceptar el domini Mogol al Dècan, proporcionar forces a l'exèrcit imperial, i pagar un tribut anual. A canvi va rebre un firman, o decret imperial, garantint el Swaraj, o independència, als territoris Maratha, a més de drets de cobrament del chauth i el sardeshmukh (que representa el 35% del total dels ingressos) a Gujarat, Malwa, i les actuals sis províncies del Dècan Mogol. Aquest tracta també permetre que Yesubai, mare de Shahuji, fos alliberada de la presó mogol. El mateix s'aplica als menys prominents reis de Kerala. Chhatrapati Shahu no va governar als estats de Delhi, Agra, Uttar Pradesh i Jammu i Caixmir, donat que els Mogols tenien més rellevància en aquestes regions. Per altra banda, la resta de l'Índia, incloent-hi Bengala Oriental (actualment Bangladesh), era part de l'Imperi Maratha.

## Peshwas

### Ramchandra Pant Amatya Bawdekar
Ramchandra Pant Amatya Bawdekar va ser un administrador de la cort, que va ascendir des de Kulkarni local fins al rang de membre del Ashta Pradhan, sota l'orientació i amb el suport of Shivaji. Va ser un dels Peshwas prominents del temps de Shivaji, previs a l'ascens del posteriors Peshwas que van controlar l'imperi després de Shahuji.
Quan Chhatrapati Rajaram va fugir cap a Gingi el 1689 deixant l‘Imperi Maratha, l'hi va donar el rang de Hukumat Panha (estatus de rei) abans de marxar. Ramchandra Pant va gestionar l'estat sencer malgrat haver de combatre molts problemes com influx dels Mogols, la traïció del Vatandars (sàtrapes locals dins el regne Maratha) i l'escassetat d'aliments. Amb l'ajut del Pant Pratinidhi (Sardar del Jagir d'Aundh) i del Pant Sachiv (Sardar del Jagir de Bhor), va mantenir l'economia de l'Imperi Maratha en un bon estat.

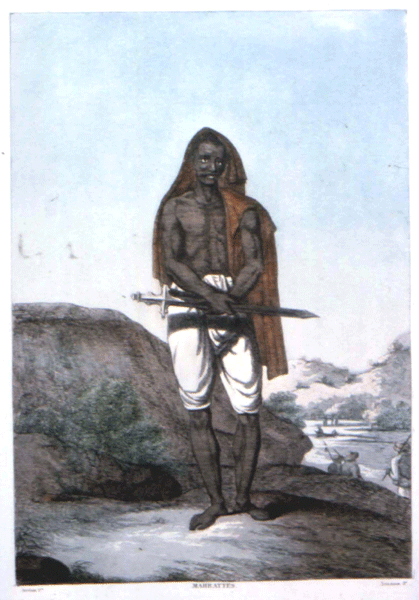
Pintura de d'un soldat Maratha per François Balthazar Solvyns

Va rebre ajuda militar dels comandants Maratha Santaji Ghorpade i Dhanaji Jadhav. En moltes ocasions, ell mateix va participar en les batalles contra els Mogols i exercint el paper de rei en funcions en absència de Chhatrapati Rajaram.
El 1698, va deixar el càrrec feliçment de Hukumat Panha quan Rajaram el va oferir a la seva dona, Tarabai. Tarabai li va atorgar a Ramchandra Pant una posició important entre els administradors d'alt rang de l'estat Maratha. Va escriure el Adnyapatra (मराठी: आज्ञापञ), en el qual va explicar diferents estratègies militars, el manteniment dels forts i la seva administració, etc.
Malgrat això, degut a la seva lleialtat a Tarabai contra Shahuji (el qual va rebre el suport de més sàtrapes locals), va ser marginat després de l'arribada de Shahuji el 1707. El càrrec de Peshwa va ser atorgat a Balaji Vishwanath el 1713. Ramchandra Pant va morir el 1716 al Fort de Panhala.

### Baji Rao I
Després de la mort de Balaji Vishwanath l'abril de 1719, el seu fill, Baji Rao I va ser nomenat Peshwa per Chattrapati Shahuji, un dels emperadors més liberals. Shahuji posseïa una gran capacitat per reconèixer el talent, una capacitat que va causar una revolució social, ja que va reunir a les persones capaces en el poder, independentment del seu estatus social. Això va provocar una gran mobilitat social dins l'Imperi Maratha, que va permetre la seva ràpida expansió.
Shrimant Baji Rao Vishwanath Bhatt (18 d'agost de 1699- 25 d'abril de 1740), també conegut com a Baji Rao I, va ser un destacat general que va servir com a Peshwa (Primer Ministre) del quart Chhatrapati Maratha (Emperador) Shahu des de 1719 fins que va morir. També és conegut com a Thorala (la paraula marathi per designar ancià) Baji Rao. Com el seu pare, malgrat ser un braman, va assumir el capdavant de les seves tropes. Durant la seva vida, mai va perdre cap batalla. Se li atribueix l'expansió de l'Imperi Maratha, que va assolir el seu zenit vint anys després de la seva mort. Baji Rao és, per tant, conegut com el més famós del nou Peshwas.

### Balaji Baji Rao
El fill de Baji Rao, Balaji Bajirao (Nanasaheb), va ser nomenat Peshwa per Shahuji. El període entre 1741 i 1745 va ser de relativa calma al Dècan. Shahuji va morir el 1749.
Nanasaheb va encoratjar l'agricultura, va protegir els camperols i va portar una notable millora a l'estat del territori. La contínua expansió va fer que Raghunath Rao, germà de Nanasaheb, perseguís als afganesos en la seva retirada, després del saqueig de Ahmed Shah Abdali a Delhi el 1756. Per 1760, amb la derrota del Nizam de Dècan, el poder Maratha va assolir el seu zenit amb un territori de més de 250 milions d'acres (1 milió de km²) o, cosa que és el mateix, un terç del subcontinent indi.

## Declivi
Els governants musulmans indis eren Rohillas, Shuja-ud-daula i Najib-ud-daula. L'exèrcit Maratha va ser derrotat decisivament el 14 de gener de 1761 a la Tercera batalla de Panipat. La derrota de Paniput va marcar l'expansió Maratha cap al nord-oest i va fragmentar l'imperi. Després de la batalla, la confederació Maratha mai més va lluitar com una unitat.
Els Marathas s'havien enemistat amb els Jats i els Rajputs gravant-los fortament amb impostos, castigant-los després de derrotar els Mogols e interferint en els seus assumptes interns. Raja Suraj Mal de Bharatpur i els Rajputs van abandonar l'aliança Maratha a Agra, abans de l'inici de la gran batalla i van retirar les seves tropes, donat que l'arrogant i excessivament confiat general Maratha Sadashivrao Bhau, no va fer cas del consell de deixar les famílies del soldats (dones i nens) i als pelegrins a Agra i no portar-los al camp de batalla amb els soldats, que va rebutjar la seva cooperació, que els va insultar, i que, fins i tot, va intentar arrestar-los. Les seves cadenes de subministrament (anteriorment assegurada per Raja Suraj Mal i els Rajputs abans de ser insultats pels Marathas) no existien, ja que havien perdut tontament la cooperació de la població local. El territori Maratha de Desh, incloent-hi Poona, va caure sota control directe britànic, amb l'excepció dels estats de Kolhapur i Satara, que van conservar governants locals Maratha. Els estats Maratha de Gwalior, Indore, i tot els territori perdut de Nagpur, van quedar subordinats a una aliança amb els britànics.

### Confederació Maratha

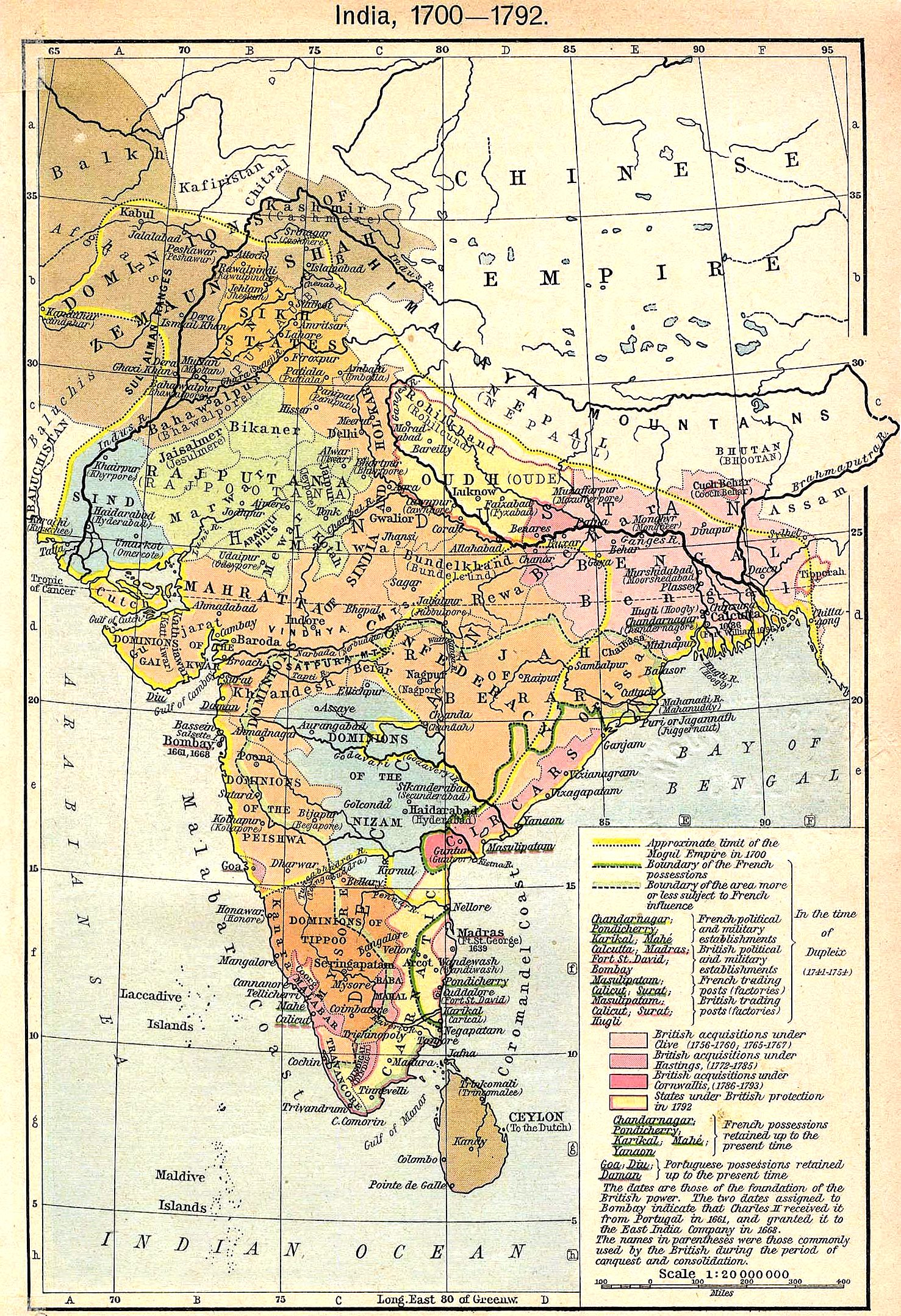
Mapa dels estats de la Confederació Maratha del 1792

Després de 1761, el jove Madhavrao va tractar per tots els mitjans de reconstruir l'imperi malgrat la seva fràgil salut, i restablir l'autoritat Maratha sobre el nord de l'Índia, deu anys després de la batalla de Panipat. En un intent de gestionar eficaçment el gran impero, se li va atorgar una semi-autonomia als cavallers més poderosos. D'aquesta manera, els estats Maratha autònoms van veure la llum en regions molt distants de l'imperi com: 
- els Peshwas de Poona
- els Gaikwars de Baroda
- els Holkars d'Indore i Malwa
- els Scindias (o Shindes) de Gwalior i Ujjain
- els Bhonsles de Nagpur (sense vincles de sang amb les famílies de Shivaji o Tarabai)
- fins i tot, a la mateixa Maharashtra molts reis van rebre càrrecs semiautònoms a petit districtes que van esdevenir principats com Sangli, Aundh, Bhor, Bawda, Jat, Phaltan, Miraj, etc. Els Pawars d'Udgir també van formar part de la confederació.

El 1775 la Companyia Britànica de les Índies Orientals, amb base a Bombai, va intervenir en la lluita per la successió a Poona, en nom de Raghunathrao (també anomenat Raghobadada). Aquesta intervenció va suposar la Primera Guerra Anglo-Maratha, que va acabar el 1782 amb el restabliment de la reinstauració de la situació que hi havia abans de la guerra. El 1802, els britànics van intervenir a Baroda per donar suport a l'hereu al tron en contra dels seus rivals, i van signar un tractat amb el nou Maharaja en el qual se li reconeixia la seva independència respecte a l'Imperi Maratha, a canvi del seu reconeixement de la supremacia britànica. Durant la Segona Guerra Anglo-Maratha (1803-1805), el Peshwa Baji Rao II va signar un tractat similar.
La Tercera Guerra Anglo-Maratha (1817-1818), un últim esforç per recuperar la sobirania, va acabar amb la pèrdua de la independència dels Marathas, deixant la major part de l'Índia sota control britànic. El Peshwa va ser exiliat a Bithoor (prop de Kanpur, a Uttar Pradesh) com a pensionista britànic. El territori central dels Marathas a Desh, incloent-hi Poona, va quedar sota govern directe britànic, amb les excepció dels estats de Kolhapur i Satara, els quals van mantenir governants locals Maratha. Els estats governats per Marathas com Gwalior, Indore, i tot el territori perdut de Nagpur, van quedar subordinats a una aliança amb el Raj Britànic, com a principats que van mantenir una sobirania interna supeditada a la supremacia britànica. Altres petits principats dirigits per Marathas es van mantenir sota control del Raj Britànic.

## Llegat
Sovint titllat d'exemple d'organització militar, l'Imperi Maratha era realment revolucionari en la seva naturalesa. Va aportar determinats canvis fonamentals iniciats pel seu fundador, Shivaji. Alguns d'ells són els següents:
- L'Imperi Maratha va representat la principal amenaça militar pels Mogols, i va ser el principal responsable de la fi de la dominació Mogol a l'Índia.
- Des del seu inici, la tolerància religiosa i el pluralisme religiós van ser pilars fonamentals de la nació, ja que eren creences fonamentals de Shivaji, el fundador de l'imperi.
- L'Imperi Maratha va ser únic en que no es va adherir al sistema de castes de l'Índia. Els Bramans (Peshwas) eren els primers ministres dels emperadors Kshatriya (Maratha), i els Dhangar Kshatriya eren els generals de confiança dels Peshwas Bramans.
- Des del seu inici, moltes persones amb talent van ser posades a liderar l'Imperi Maratham, cosa que va fer que fos un dels règims amb més mobilitat social. Cal tenir en compte que el governant d'Indore era un Dhangar, un pastor; els governants de Gwalior i Baroda eren de famílies de camperols ordinaris; els Peshwas de la família Bhatt van ser gent comuna. Tots els grups de la societat com els Chandraseniya Kayastha Prabhu, els Somvanshi Kshatriya Pathare, els Vaishyas, els Bhandaris, els Bramans, els Kolis, els Dhangars, els Marathas i els Saraswats van estar ben representats dins de l'Imperi.[5]
- Militarment els Marathas van controlar grans extensions. La seva política de tolerància religiosa va donar igual importància als interessos hindús i va actuar com a important focus de resistència contra l'extensió de la influència Mogol. La divisió actual de l'Índia és substancialment l'àmbit de la Confederació Maratha.
- L'imperi també va crear una armada considerable que va mantenir a ratlla a les armades de les potències europees. En el seu zenit, va ser dirigida pel llegendari Kanhoji Angre.

## Governants

### Cases reials
Chhatrapati Shivaji
- Chhatrapati Shivaji (1630–1680)
- Chhatrapati Sambhaji (1657–1689)
- Chhatrapati Rajaram (1670–1700)
- Reina Tarabai
- Chhatrapati Shahu (alies Shivaji II, fill de Chhatrapati Sambhaji)
- Chhatrapati Ramaraja (nominalment, net de Chhatrapati Rajaram i la Reina Tarabai)

Kolhapur
- Reina Tarabai (dona de Chhatrapati Rajaram) en nom del seu fill Shivaji II
- Chhatrapati Sambhaji (fill de Chhatrapati Rajaram amb la seva segona muller)
- Chhatrapati Shahu IV

### Peshwas
- Sonopant Dabir (1640–1674)
- Moropant Trimbak Pingle (1674–1683)
- Moreshwar Pingale (1683–1689)
- Ramchandra Pant Amatya (1689–1708)
- Bahiroji Pingale (1708–1711)
- Parshuram Tribak Kulkarni (Pant Pratinidhi) (1711–1713)
- Balaji Vishwanath (1713–1720)
- Baji Rao I (1720–1740) (fill de Balaji Vishwanath)
- Balaji Bajirao (fill de Bajirao I)
- Madhavrao (segon fill de Balaji Bajirao)
- Narayanrao (tercer fill de Balaji Bajirao)
- Raghunathrao (germà de Balaji Bajirao)
- Sawai Madhavrao (fiil de Narayanrao)
- Chimnajee Madhavarao (26 de maig de 1796 - 6 de desembre de 1796) (germà de Bajirao II, adoptat per la muller de Madhavrao II)
- Bajirao II (fill de Raghunathrao)
- Amritrao (germà de Bajirao II), Peshwa per un període breu durant el govern de Yashwantrao Holkar a Poona. Bajirao va ser posteriorment restablert pels britànics.
- Nana Sahib (fill adoptiu de Bajirao II)